# Zuzenhausen
Zuzenhausen este o comună din landul Baden-Württemberg, Germania.